# Glover's Reef
Glover's Reef är ett rev i Belize. Det ligger i distriktet Belize, i den östra delen av landet, 120 km öster om huvudstaden Belmopan.